# Explosão de caminhão-tanque em Morogoro
Em 10 de agosto de 2019, um caminhão-tanque explodiu em Morogoro, na Tanzânia, matando 89 pessoas e ferindo outras 55. O evento, que ocorreu por volta das 08h30 EAT (05h30 UTC), foi um dos maiores desastres do gênero a acontecer na Tanzânia e foi postado nas mídias sociais.
O incidente aconteceu na cidade de Morogoro, localizada a cerca de 120 milhas a oeste da capital da Tanzânia, Dar es Salaam. De acordo com uma testemunha, um camião-tanque bateu contra uma motocicleta e derrubou um tanque de combustível na manhã de sábado, após o qual a população local se reuniu no local do acidente para pilhar o combustível. Durante o saque, o petroleiro explodiu matando 89 pessoas, incluindo os espectadores. Em um vídeo do incidente, antes da explosão, circulando nas mídias sociais, um grande número de pessoas foi visto coletando combustível em contêineres amarelos e galões. O vídeo também mostrou restos queimados de homens jovens.
O canal estatal KBC reportou citando dados da polícia de que mais de 55 pessoas ficaram feridas no incidente e muitas sofreram queimaduras graves.